# Gumleaf
Das Gumleaf (englisch, „Gummiblatt“) ist ein zu den freien Mirlitonen gehörendes einfaches Musikinstrument der Aborigines, mit dem spezielle Töne erzeugt werden können, wie auch mit dem weithin bekannten australischen Didgeridoo und Schwirrholz. In Australien ist Gumleaf traditionell eine Musik der Aborigines, aber es gibt mittlerweile auch Weiße, die diese Musik beherrschen und sich jährlich seit 1977 in einer australischen Meisterschaft miteinander messen.

## Spielweise
Zur Erzeugung dieser Musik werden Eukalyptusblätter verwendet. Dieses Musikinstrument kann im Prinzip jeder spielen. 
Eine Methode ist es Gumleaf-Töne zu erzeugen, wenn das Blatt quer zwischen die Lippen gehalten wird, um es durch Luftstöße zu bewegen. Bei der anderen Methode, die normalerweise angewendet wird, wird das Blatt mit zwei Händen und den Zeige- und Mittelfingern vor die Unterlippe gepresst und durch Luftstöße in Vibration versetzt. Dabei entstehen Töne, die nur dem Gumleaf eigen sind.

## Herkunft
Das genaue Alter dieser Musikrichtung ist nicht bekannt; sie könnte allerdings sehr alt sein. Erste Berichte über Gumleafmusik gibt aus den späten 1800er Jahren. 
Im 20. Jahrhundert breitete sich die Gumleaf-Musik im Südosten Australiens aus und etwa um 1910 traten die Musik-Stilelemente der Aborigines zurück und europäische Musik-Stilelemente, die auch auf den Gum-Blättern gespielt wurden, kamen nach vorne. Besonders anerkannt und beliebt war diese Musik zwischen den Jahren von 1920 bis 1940. Es gibt Einzelspieler und in der Mitte des 20. Jahrhunderts wurden häufig Quartette gebildet. Gumleaf-Bands spielten bei Fußballspielen, Shows und anderen Sportveranstaltungen. 
An der Südostküste von New South Wales entstand die Wallaga Lake Gumleaf Band um 1910, die diese Musik über 60 Jahre lang beeinflusste. Diese Band nahm auch eine Trommel, die mit Kängurufell bezogen war, in ihren Musikdarbietungen auf. Sie spielte bei der Einweihung der Sydney Harbour Bridge am 19. März 1932. 
Obwohl Gumleaf vor allem eine Musik der Aborigines ist und von ihnen gelehrt wird, hat sich seit der britischen Kolonialzeit eine Gumleaf-Tradition entwickelt, die nicht nur von den Aborigines stammt und seit 1977 wird die Australian Gumleaf Playing Championship abgehalten. An dieser Meisterschaft nehmen Aborigines und Nicht-Aborigines teil und die besten werden mit dem Golden Gumleaf Award ausgezeichnet.

## Bekannte Gumleaf-Musiker
Guboo Ted Thomas (1909–2002) war ein Elder des Aborigines-Stamms der Yuin, der bereits als Teenager und junger Mann Mitglied der Wallaga Lake Gumleaf Band war. Diese bedeutende Gumleaf-Band trat im südlichen New South Wales und in Victoria auf. Er war mit dieser Band anlässlich bei der Eröffnung der Sydney Harbour Bridge im Jahre 1932 dabei.
Eine in Australien bekannte Einzelspielerin von Gumleaf ist Roseina Boston, die vor allem Vogelstimmen imitierte. Sie ist eine Elder der Gumbayungirr aus dem Nambucca Valley. Sie ist die einzige weibliche Gumleaf-Spielerin. Sie trat viermal anlässlich der Australian Gumleaf Playing Championship auf. Boston wurde in zahlreichen Büchern abgebildet und in Artikeln nach ihrer Auffassung über Gumleaf-Musik und ihr Leben gefragt. Sie veröffentlichte auch eine CD. Der Bruder ihres Großvaters war George Possum Davis, der in der Burnt Bridge Gumleaf Band in den späten 1800er und frühen 1900er auftrat.
Herb Patten, der auf Veranstaltungen der Aborigines Advancement League aufspielte, war auch ein Schriftsteller. Er schrieb mit Robin Ryan ein Buch über die Geschichte der Gumleaf-Musik und trat in Hongkong und auf dem Edinburgh Festival in Schottland auf.